# كلايد والكوت
كلايد والكوت (17 يناير 1926 في باربادوس - 26 أغسطس 2006 في باربادوس) (بالإنجليزية: Clyde Walcott)‏ هو لاعب كريكت باربادوسي. شارك مع منتخب الهند الغربية للكريكت ومنتخب باربادوس الوطني للكريكت ومنتخب غيانا للكريكت.

## وصلات خارجية
- كلايد والكوت على موقع إي آس بي آن كريك إنفو (الإنجليزية)
- كلايد والكوت على موقع أوليمبيديا (الإنجليزية)